# Ethiopian Airlines Flight 302
Ethiopian Airlines Flight 302 var en planlagt flyvning fra Addis Abeba, hovedstaden i Etiopien til Nairobi i Kenya. Flyvningen blev betjent af en Boeing 737 MAX 8.
Den 10. marts 2019 styrtede flyet ned nær byen Bishoftu seks minutter efter start og dræbte alle 157 personer ombord. 149 var passagerer og 8 var besætningsmedlemmer.
Flight 302 var den anden ulykke fra samme type flyvemaskine på mindre end fem måneder efter at Lion Air Flight 610 styrtede ned i Indonesien i oktober 2018.De to ulykker førte til en verdensomspændende langsigtet suspendering af flytypen og undersøgelse af, hvordan flyet var godkendt til at blive betjent. Foreløbig har det vist sig at begge fly havde fejl i designet af manøvrer i bagenden og dårlig vedligeholdelse var det der førte til de to styrt. 